# Partitore di tensione

Schema di un partitore di tensione. R_{1} è collegata a V_{in} e V_{out}, R_{2} è collegata a V_{out} e GND.

Un partitore di tensione è un tipo di circuito costituito da due o più componenti passivi collegati in serie ai capi dei quali, se viene applicata una tensione, essa si ripartirà sulle stesse componenti in base al loro valore.
Il suo duale sarà il partitore di corrente.

## Funzione di trasferimento
La legge generale da applicare sarà moltiplicare il valore della tensione applicata alla serie per il rapporto tra la resistenza ai capi della quale si vuole conoscere la tensione e la somma delle resistenze componenti la serie. Questa è una conseguenza della legge di Ohm e delle Leggi di Kirchhoff.
La funzione di trasferimento del partitore risulta: {\displaystyle \alpha ={\frac {R_{2}}{R_{1}+R_{2}}}} e di conseguenza: {\displaystyle V_{out}=\alpha V_{in}}, con {\displaystyle \alpha <1}.
Se ad esempio, abbiamo due resistenze, collegate in serie, di pari valore ed una tensione di 10 volt troveremo ai capi di ciascuna resistenza esattamente 5 volt. Nel caso le due resistenze collegate in serie siano invece di valore differente troveremo che le tensioni ai capi di ciascuna saranno diverse pur essendo sempre la loro somma uguale al valore ai capi della serie, in questo caso 10 volt.

### Dimostrazione
La corrente che scorre in ognuna delle due resistenze è:
{\displaystyle I_{1}=I_{2}=I\;}.
Per la legge di Ohm, la tensione ai capi di ogni resistenza è:
{\displaystyle V_{1}=I_{1}R_{1}=IR_{1}\;}
{\displaystyle V_{2}=V_{out}=I_{2}R_{2}=IR_{2}\;}
Ricordando che Vin = V1 + V2 si ha:
{\displaystyle IR_{1}+IR_{2}=V_{in}\;} e quindi {\displaystyle I={\frac {V_{in}}{R_{1}+R_{2}}}\;}
La tensione ai capi del resistore R2 sarà quindi, sempre per la legge di Ohm:
{\displaystyle V_{2}=V_{out}=V_{in}{\frac {R_{2}}{R_{1}+R_{2}}}}.

## Variazione della tensione in uscita

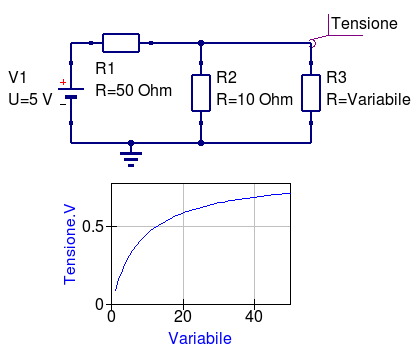
Un partitore di tensione non può essere usato per limitare la tensione ai capi di un utilizzatore elettrico: questa infatti varia a seconda della sua resistenza.

È un errore comune e frequente paragonare questo tipo di circuito a un regolatore di tensione sull'ipotetica uscita Vout: infatti, un carico qualunque collegato all'uscita Vout è comunque soggetto alle leggi di Kirchhoff, per cui la tensione ai suoi capi non rimane costante, ma varia non linearmente in funzione della sua resistenza.
Per realizzare un regolatore di tensione sono necessarie altre tecniche, che variano in base alle tensioni e alle correnti in gioco nel circuito.

## Partitori in cascata

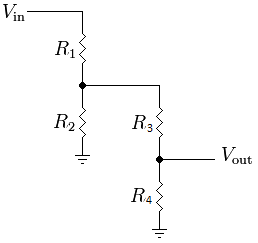
Partitori in cascata non disaccoppiati

Collegando due partitori di tensione in cascata tra di loro, cioè l'uscita del primo è collegata all'ingresso del secondo, non è possibile effettuare il prodotto delle funzioni di trasferimento perché il circuito non è disaccoppiato. È possibile verificarlo con un semplice controesempio.
Presi in cascata due partitori aventi tutte le resistenze del valore di {\displaystyle 1\Omega } il prodotto delle funzioni di trasferimento risulta:
{\displaystyle V_{out}=\alpha _{1}\alpha _{2}V_{in}={\frac {1\Omega }{2\Omega }}\cdot {\frac {1\Omega }{2\Omega }}V_{in}}, quindi {\displaystyle \alpha _{tot}={\frac {1\Omega }{4\Omega }}}; è semplice dimostrare che questa affermazione è falsa risolvendo la rete con il teorema di Thévenin, dal quale si otterrà una {\displaystyle \alpha _{tot}={\frac {1}{5}}}.

### Disaccoppiamento

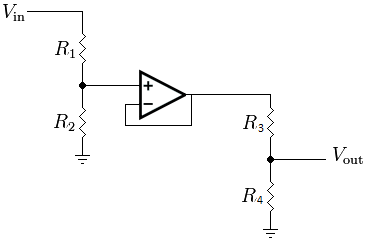
Partitori in cascata disaccoppiati

Per rendere valido il prodotto di due partitori di tensione è necessario isolare le correnti in ogni maglia, per questo si utilizza un buffer realizzato con un amplificatore operazionale. Questo permette, grazie all'alta impedenza del morsetto positivo, di isolare teoricamente i due circuiti, rendendo possibile il prodotto delle loro funzioni di trasferimento.
La regola è di semplice dimostrazione: sul morsetto negativo dell'operazionale (in figura indicato con -) si trova una tensione pari a {\displaystyle \alpha _{tot}\cdot V_{in}} e grazie alla configurazione buffer dell'operazionale all'uscita dell'operazionale (rispettando i limiti dell'alimentazione) si avrà {\displaystyle 1\cdot V_{-}=\alpha _{tot}\cdot V_{in}}; applicando il secondo partitore si ottiene la funzione di trasferimento corretta.